# Robert Gene McBride
Robert Gene „Bob“ McBride (* 30. Dezember 1931 in Webster County, Mississippi; † 8. Februar 2007 in Kirkland, King County, Washington) war ein US-amerikanischer Filmproduzent, Filmregisseur und Drehbuchautor, der 1971 für einen Oscar nominiert war.

## Biografie
McBride machte 1950 seinen Abschluss an der West Seattle High School und 1954 an der University of Washington. Da er bereits während seiner Zeit an der Universität im  Air Force Reserve Officer Training-Corps diente, wurde er im Herbst 1954 zunächst für sechs Monate als zweiter Leutnant zum aktiven Dienst berufen. Seine Pilotenausbildung absolvierte er auf der Marana Air Base nördlich von Tucson in Arizona. Für ein weiteres halbes Jahr innerhalb der Pilotenausbildung zog er dann nach Greenville in Mississippi. Im Herbst 1955 wurde er dem Luftwaffengeschwader zugeteilt. Während des Kalten Krieges war er auf der Malmstrom Air Force Base in Great Falls in Montana stationiert. Nach Abschluss seines Luftwaffendienstes im Jahr 1957 zog McBride, der 1952 geheiratet hatte, mit seiner Familie nach Portland in Oregon, wo er für das Oregon Journal, eine Tageszeitung, arbeitete. Nach einem Arbeitsstreik beim Oregon Journal wechselte er zum Portland Reporter, um anschließend als Fernsehjournalist beim KGW-TV Channel 8 in Portland zu arbeiten. 1966 zog es ihn zurück nach Seattle, wo er für King-TV, die Muttergesellschaft von KGW-TV, als Fernsehjournalist arbeitete. Beide Sender waren zu der Zeit mit der National Broadcasting Company (NBC) verbunden, wodurch McBride zu einem Kollegen der beiden bekannten Nachrichtensprecher Chet Huntley und David Binkley wurde. Zwei Jahre später, 1968, verließ McBride King-TV, um nach New York zu ziehen. Dort gründete er gemeinsam mit Robert Richter die Filmproduktionsgesellschaft Richter-McBride-Productions für die seinerzeit im Dezember 1970 neu gegründete US-Umweltschutzbehörde Environmental Protection Agency (EPA) und inszenierte in Zusammenarbeit mit Richter den später für einen Oscar nominierten Dokumentar-Kurzfilm The Gifts, der die Gewässerverschmutzung in den USA zum Inhalt hat und die damit verbundenen Gefahren für Mensch und Umwelt thematisiert. Der aus der Fernsehserie Bonanza weltweit bekannte Darsteller des Vaters Ben Cartwright Lorne Greene konnte als Sprecher für den Film gewonnen werden. Den Oscar mit nach Hause nehmen konnte jedoch Joseph Strick, der die Trophäe für seinen Film Interviews with My Lai Veterans bekam. Im Film werden fünf Soldaten interviewt, die bei dem auf das vietnamesische Dorf Mỹ Lai im März 1968 verübten Massaker dabei waren.
Im Lauf der nächsten in etwa dreißig Jahre schrieb, produzierte und inszenierte McBride eine Reihe hochgeschätzter Naturdokumentationen für die TV-Reihe National Park Service und die EPA. Im Laufe seiner Karriere wurde McBride mit vielen wichtigen Filmpreisen ausgezeichnet. Seine Filme wurden auf zahlreichen internationalen Filmfestivals gezeigt und von Filmstudenten großer Universitäten studiert.
Im Jahr 2016 wurden einige Filme der sieben Filme umfassenden Alaska-Reihe unter dem Titel Alaska: History & Beauty, in der man laut Sender die Schönheit und Mystik Alaskas genießen könne, zusammengefasst zu einem dreistündigen Film, deren Produzent McBride war, ebenso lagen Regie und Drehbuch bei ihm.
Robert Gene McBride starb im Alter von 75 Jahren und wurde eingeäschert.

## Filmografie (Auswahl)
- 1967: HUELGA – ¡HUELGA! – HUELGA!
- 1970: The Gifts (Kurzfilm; Produzent)
- 1975: On the Run
- 2016: Alaska: History & Beauty (Fernsehreihe; Produzent, Regie, Drehbuch)

## Auszeichnung (Auswahl)
- Oscarverleihung 1971: Oscarnominierung für und mit dem Dokumentar-Kurzfilm The Gifts